# Коренные народы севера Якутии в годы Великой Отечественной войны
Коренные народы севера Якутии в годы Великой Отечественной войны (1941—1945 года) столкнулись с трудностями военного времени. На примере Томпонского района и его населения — эвенов и эвенков наблюдаются общие методы руководства колхозами, наблюдаемые и в других районах Якутии. Колхозникам было запрещено забивать на мясо оленей личного пользования, в то время как колхозные стада бесконтрольно росли. Коренным народам приходилось заниматься подработками на строительстве, заготовках пушнины, извозе. Трудности военного времени привели к увеличению уровня смертности, сокращению населения.

## История
Зимой 1941—1942 года в Якутскую АССР был командирован кандидат ветеринарных наук Николавский. Согласно записям развернутая в 1930-х кодах коллективизация привела к сокращению численностей домашних оленей. С января 1937 года местному населению было запрещено проводить умерщвление скота. Согласно выводу Николаевского 64 % домашних хозяйств не могли получить в год даже 60 килограмм мяса. Данное обстоятельство сказывалось на здоровье населения Крайнего Севера и демографическую ситуацию. В докладной Николаевский описывает ситуацию, в которой половина хозяйств колхоза «Красный маяк» не обеспечивались мясом, что привело к голоду и смерти 22 человек. В докладной он отметил невысокую численность детей при высокой численности людей старшего поколения. Также он отметил высокую численность туберкулезного населения и трудности с поиском трудоспособных людей. Под свою ответственность Николаевский осенью 1941 года позволил местному населению забирать часть отловленной рыбы на пропитание и производить забитие мяса заболевших и старых оленей. Последнее было запрещено местными властями под предлогом разбазаривания общественного поголовья.
С 1936-37 года достаток оленеводов Томпонского района зависел от стоимости трудодней. Все работы, такие пушной промысел, охота, рыболовство, также оплачивались по трудодням и перестали приносить значимый доход. Николаевский отмечал отсутствие или недостаточное количество у колхозников продуктов, в том числе муки, сахара, чая и хлеба. Выполненные работы не оплачивались. Долг перед колхозниками исчислялся тысячами рублей, с учётом того, что имелись налоги на заработок, также аренда земельных участков для выпаса поголовья оленей. С 1936 года эвенам и эвенкам запрещалось личное употребление мяса диких животных. Мясо предписывалось сдавать колхозу, в личное распоряжение допускалось оставление ног, головы и кишечника животного. Снизились доходы колхозников за добычу пушнины. Забитие мяса оленей личного пользование допускалось по выбравке, которую осуществлял один ветеринарный работник на весь район.
Среди населения распространились заболевания — туберкулез, грипп, корь. Молодые люди из-за туберкулеза костей становились инвалидами. В населении по полу наблюдалась двукратная диспропорция в пользу мужского населения.
В Томпонском районе наблюдались методы руководства колхоза применяемые и в других регионах Якутии.
Таким образом, условия жизни коренного населения Якутии в годы Великой Отечественной войны были тяжелыми. Обращения по поводу негативной демографической ситуации коренных народов Севера были услышаны, осенью 1942 года была организована комиссия, а 13 апреля 1943 года вышло постановление ЦК ВКП(б) «Об ошибках в руководстве сельским хозяйством Якутского обкома ВКП(б)».